# État stationnaire (physique quantique)
Pour les articles homonymes, voir Stationnaire.
En physique quantique comme dans le cas classique, un état stationnaire est un état qui n’évolue pas dans le temps. Cependant la description mathématique des états est un peu différente. Dans le cas d’un vecteur de norme 1 dans un espace de Hilbert, il peut y avoir un « changement de phase » (dans le sens multiplication par un nombre complexe de module 1). Par ailleurs, s’il est caractérisé par une fonction d’onde {\displaystyle \Psi (t)} alors sa densité de probabilité  {\displaystyle |\Psi (t)|^{2}} est indépendante du temps.

## Conditions suffisantes
Dans le cas d’un système isolé (opérateur hamiltonien indépendant du temps), les fonctions propres de l’opérateur hamiltonien sont toujours des états stationnaires.
En particulier, un vecteur propre d’une observable qui commute avec l’opérateur hamiltonien est un vecteur propre de l’opérateur hamiltonien.

## Condition nécessaire
A contrario, si {\displaystyle \left|<\psi (t)|\psi (0)>\right|} dépend du temps (où {\displaystyle |\psi (t)>} est une famille de vecteurs unitaires), alors l’état n’est certainement pas stationnaire.